# Omer Beaugendre
Pour les articles homonymes, voir Beaugendre.
Omer Beaugendre, né le 9 septembre 1883 à Salbris et mort le 20 avril 1954 dans la même ville, est un coureur cycliste français.

## Biographie
En 1900, Omer Beaugendre participe au tournoi de vitesse individuelle (en) des Jeux olympiques. Il y est éliminé au premier tour.
Il devient professionnel en 1906. En 1908, il remporte Paris-Tours et Paris-Lille. L'année suivante, il est deuxième du Tour de Lombardie et neuvième de Milan-San Remo. Il participe au Tour de France 1910, qu'il ne termine pas, et remporte cette année-là la première édition de Gênes-Nice.
Pendant la Seconde Guerre mondiale, il fait partie des Forces françaises combattantes dans le réseau Vélite-Thermopyles.
Ses frères aînés François et Joseph sont également cyclistes professionnels. Un vélodrome porte le nom d'Omer Beaugendre à Salbris, sa ville natale, dans le Loir-et-Cher.

## Palmarès
- 1908
  - Paris-Tours
  - Paris-Lille
  - 2e de Milan-Modène
  - 3e de Paris-Abbeville
- 1909
  - 2e du Tour de Lombardie
  - 2e de Paris-La Flèche[2]
  - 2e de Reims-Nancy
  - 9e de Milan-San Remo
- 1910
  - Gênes-Nice
  - Coppa Intra a Milan
- 1912
  - 3e de Paris-Honfleur
  - 3e de Paris-Rouen
- 1922
  - 3e de Paris-Bourges[3]

## Résultats sur le Tour de France
- 1908 : 13e
- 1910 : abandon (5e étape)